# 商人

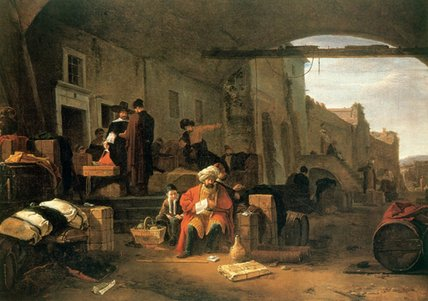
古代商旅，靠長程貿易、「低買高賣」賺取價差

商人，古称商贾，中国广东称生意人，是指以別人產生的商品或服務進行貿易，或自己擁有工業企业並透過人力市場雇用勞動力，生產或商业活動（例如從事公司治理、物資買賣），承受商業風險而賺取利润的人物。商人从事行為所構成的行业類型称为商业，用于买卖获利的货物則称为商品。

## 名称及分類
据说，之所以称为商人，源于3000年前中国古代刚刚进入青铜器时代的商代，商部落的人以交易起家致富，群起攻夏部落，后建立国家，经过百年发展国力逐渐下滑，后周人起兵灭商，建立周朝，商人灭国后流落各地仍然以交易的方式在各地谋生，民间称为商人，商人之称由此而来。商业的萌芽基于农业和手工业的发达，并伴随着文明的起源，对人类的文明发展有推动和促进作用。商人作为独立的职业，是社会分工进一步细化所产生的结果。
古代中国对作買賣之人统称为「商贾」，有「坐賈行商」之說；意即「商」为从事长途贩运的商人，即为「行商」（英文「merchant」原來特指此職業，例如馬可孛羅），负责把出产地的货物贩运到销售市场；「贾」是开设铺面从事零售的商人，即为「坐賈」，负责从行商那里大量买下货物，然后向当地消费者零售这些商品。小手工業者則是既作生產，也作銷售。一些本钱较小的商人，既无力从事长途贩运，又无法开设店铺进行定点零售，只有簡單臨時攤檔的則為「小販」。連銷售點也沒有的，往往采用人力或小型交通工具走街串巷沿街叫卖，称为「货郎」。
現代運輸發達兼分工仔細，以純人力進行的長程商旅式微（但仍有少數地區如中國西南部茶馬古道以以物易物方式交易）；出售貨品的商人亦可簡單分為「批发商」和「零售商」，或可比擬為「行商」和「坐賈」的關係。至於國際貿易有貨品出口地的「出口商」和貨品入口地的「入口商」等等。商人如果在經商的過程中，有創新營運模式或主導事業以後，行動具變革的特點、企求突破以擴充事業版圖之人，更適合被稱為「企業家」。

### 實業家
在近代中國，不少有識之士提倡「實業救國」；特別是洋務運動伊始，實業家多指興辦有實際工業生產，尤其是大規模現代化工廠，以取代傳統小規模或家庭式作坊。

## 社会地位
商人自古就是士农工商四民之一，顯示這對於一個社會的正常運作是不可或缺的職業。但中国由于历来人口众多，對糧食供應的需求較大，因此古中國歷代王朝皆以農業為國家建立的根本，而从事商品运输和交换的商业成为朝廷眼中的末业，商人的社会地位因此历来不高，朝廷多次頒布政策打壓商業，不過也有例外。韩非子在《五蠹》中把商人看作是社会的蛀虫。“重农抑商”成为帝国的基本国策，历朝统治者都或多或少有打压商人的政策。西漢時，開國皇帝汉高祖曾下旨，命令商人繳納重稅、不得穿丝绸衣服、不得骑马、後世子孫不得任官。高祖的曾孫汉武帝即位後，更曾頒布詔令，規定商人不论登记与否，一律课重税。不许商人和家属拥有土地，违者土地没收，并充当奴隶。隋唐時，政府明令禁止商人及其子弟参加科举考试。宋朝只允许商人中有“奇才异行者”应举。 明清時期，大航海時代來臨，中國為了與世界競爭，放寬了對商業的限制，商人地位才得以提高，而他們的管理能力與先見之明也帶來許多進步。

### 世界
古代外國商人地位也不高，主要以阿拉伯人和犹太人为主從事，但他们在欧洲常受歧视，稅率較高，需缴纳给皇室的税比其他任何人都要多。英国清教徒革命之后，商人的地位逐渐上升。在美国，商人的地位得到了空前的提高，许多人可同时身兼政府要职，他们往往透過遊說團體與政治獻金干预國會與政府的决策；在现代美国，歷任總統中更有從政前為商人者，如川普。

## 延伸阅读
[在维基数据编辑]
 《欽定古今圖書集成·博物彙編·藝術典·商賈部》，出自陈梦雷《古今圖書集成》